# Francesc de Borja
Francesc de Borja (castellà: San Francisco de Borja)  (Gandia, 28 d'octubre de 1510 - Camere di San Ignazio, 30 de setembre de 1572) Francesc de Borja i d'Aragó, baró i primer marquès de Llombai, lloctinent de Catalunya (1539-1543). Va ingressar a l'orde jesuïta, del qual va ser-ne tercer general. Va ser proclamat sant per l'Església catòlica el 1671.

## Biografia
Era fill de Joan II Borja (fill de Joan Borja) i Joana d'Aragó i, per tant, besnet d'Alexandre VI i de Ferran el Catòlic.
De nen va mostrar predilecció per la vida religiosa, i va manifestar el desig de ser monjo, però la seva família l'envià a la cort de l'emperador Carles V. Hi va destacar, acompanyant l'emperador en les seves campanyes i esdevenint home de confiança del rei.
Va casar-se amb la noble portuguesa Elionor de Castro el 1529 i van tenir set fills:
- Ferran de Borja.
- Alfons de Borja.
- Àlvar de Borja.
- Elisabet de Borja, casada amb Francesc Gómez, marquès de Dénia
- Joana de Borja-Aragó, casada amb Joan Enríquez d'Almansa
- Carles de Borja, duc de Gandia.
- Joan de Borja, primer comte de Ficalho.

El 1530 l'emperador Carles V elevà el seu títol de baró al de Marquès de Lombai, com a cavaller major de l'emperadriu Isabel de Portugal i d'Aragó, de qui fou gran amic. El 1539 va morir aquesta i Francesc de Borja va escortar el cadàver de Toledo a Granada, on havia d'ésser enterrada. En arribar, en veure el cos de la reina i els efectes de la descomposició sobre qui havia estat una dona de gran bellesa, va decidir de «no servir mai més un senyor que pugui morir».
Encara, però, va ser nomenat lloctinent de Catalunya, i va tenir diversos enfrontaments amb la Generalitat de Catalunya per problemes de competències. Nomenat duc de Gandia el 1542, en fou el quart, però en ingressar a la Companyia de Jesús va abdicar en el seu fill Carles Borja.

## Vida religiosa
Quan el seu pare va morir, en 1542, es va retirar a Gandia, on duria una vida lliurada a la fe. Va entrar en contacte amb els jesuïtes, llavors un orde jove, i va ajudar-los econòmicament. Benefactor del Col·legi Romà, va fundar el Col·legi Jesuïta de Gandia, el primer que va rebre estudiants laics.

### Ingrés a l'orde
Vidu en 1546, professà als jesuïtes el 1548 i renuncià als seus títols i càrrecs, heretats pel seu fill gran. Es doctorà en teologia (1550) i se n'anà a Roma on poc després refusà ser cardenal. De tornada als regnes hispànics, assistí a la mort de Joana la Boja (1554) i fou marmessor de Carles V (1558).
El 1554 va ser nomenat comissari general dels jesuïtes a Espanya i el 1565, a la mort de Laínez, va ser elegit general de la Companyia de Jesús.
Va ocupar diferents càrrecs dins l'orde dels Jesuïtes, fins a arribar a prepòsit general (1565). Creà molts col·legis a Europa i missions a Amèrica. És autor d'obres d'espiritualitat.

### Generalat
La segona congregació general jesuïta va elegir-lo general pel seu gran prestigi. El nou general va revisar les regles de l'orde, incrementant el temps dedicat a l'oració (Ignasi de Loiola, el fundador de l'orde, va deixar-ho a l'albiri de cada membre; fins al segle xx, es va seguir la norma de Francesc de Borja). Es va preocupar perquè cada província jesuítica tingués un noviciat propi: personalment va fundar el de Roma, a Sant'Andrea al Quirinale.
Va negociar amb el papa Pius V, que volia reintroduir els oficis cantats que la Companyia havia abandonat; tampoc no volia que els membres de l'orde candidats al sacerdoci fossin ordenats fins que no haguessin fet la professió, la qual cosa constituïa un problema per la Companyia. En 1572, Gregori XIII va restaurar la pràctica original de l'orde.
Els col·legis regits per jesuïtes van créixer en nombre: de 50 el 1556 van passar a 163 el 1574. Francesc de Borja va promulgar la primera Ratio Studiorum en 1569 per a unificar-ne els temaris d'ensenyament en tots ells. Va seguir molt de prop l'evolució de la Contrareforma a Alemanya, on van intervenir intensament els jesuïtes.
Va impulsar les missions, amb fundacions a la Florida, Mèxic i Brasil. També va dur a terme missions diplomàtiques per ordre del papa, en Espanya i Portugal. Pius V va fundar, per suggeriment seu, la Congregació per a la Propaganda de la Fe.
Va morir a Roma l'1 d'octubre de 1572 i fou canonitzat l'any 1671 per Climent X.

## Beatificació
El procés de beatificació va començar l'1 de març de 1611 al palau episcopal de Barcelona davant del bisbe electe Joan de Cardona.
Quinze testimonis van respondre un qüestionari de Pere Gil, que conduïa cap a respostes de caràcter hagiogràfic.

### Transformació de la imatge de Francesc de Borja de cortesà a sant
Entre altres, l'erudit Jaume Ramon Vila va contribuir a transformar la imatge de Borja des d'un cortesà renaixentista a un sant barroc. Aquest canvi representa una reinterpretació significativa de la figura de Borja d'acord amb la sensibilitat religiosa del moment. Les característiques que abans s'haurien interpretat com a virtuts cortesanes es van reinterpretar com a virtuts cristianes, en sintonia amb l'esperit de la Contrareforma.
Aquesta transformació va ser tan efectiva que la imatge de Borja com a sant barroc - caracteritzat per una pietat rigorosa, amor per la penitència i una mística vinculada al dolor i la mort - és la que ha perdurat fins avui.

#### Canvis de sensibilitat religiosa i cultural
La transformació de la imatge de Francesc de Borja entre el Renaixement i el Barroc és un exemple de com els canvis en la sensibilitat religiosa i cultural poden reconfigurar la memòria històrica d'una figura important. Aquest procés de transformació no és únic de Francesc de Borja. Durant el Barroc, moltes figures històriques van ser "reescrites" per adaptar-les als nous ideals de santedat. El que fa especial el cas de Borja és que estar documentat a través de testimoniatges com el de Vila, que permet veure com es va construir conscientment aquesta nova imatge.
En aques cas es reinterpreta la biografia de Borja, un cortesà humanista idealitzat com a culte, equilibrat i virtuós, segons els nous paràmetres barrocs. Per exemple, les seves pràctiques ascètiques, que potser inicialment tenien motius més pràctics (com els dejunis per qüestions de salut que menciona el text), són reinterpretades com a expressions d'una profunda pietat barroca. Altres exemples són:
- La seva renúncia al ducat de Gandia, que en un context renaixentista podria haver-se vist com un acte de noblesa moral, es converteix en el Barroc en un símbol del menyspreu pels béns terrenals.
- La seva dedicació a l'estudi, que en el Renaixement seria vista com una virtut humanista, es reinterpreta com a devoció espiritual.
- La seva moderació cortesana es transforma en mortificació ascètica.

La pervivència d'aquesta interpretació barroca de Borja fins als nostres dies ens mostra la força i l'efectivitat d'aquesta reconfiguració.

##### Aportacions del testimoni de J.R. Vila
En Jaume Ramon Vila va fer dues aportacions principals:
1. La primera, sobre la Universitat, on Vila afirma que Borja "assentà l'Estudi general i féu que el rector i catedràtics fossin persones de lletres y virtud aprovades".
2. La segona, fa referència als plets de la noblesa. Vila és l'únic testimoni que esmenta la intervenció pacificadora del virrei en els conflictes per la possessió del vescomtat de Cabrera i de Bas entre el vescomte de Rocabertí (Onofre Martí de Rocabertí), el comte de Mòdica (Lluís Enríquez de Cabrera) i Anna Enríquez de Cabrera.

És significatiu que Vila sigui l'únic testimoni que parla d'aquesta intervenció pacificadora en els plets nobiliaris, la qual cosa indica el seu particular interès i coneixement dels afers de la noblesa catalana, cosa que encaixa amb el seu perfil d'erudit i historiador interessat en temes nobiliaris.

## Galeria d'imatges

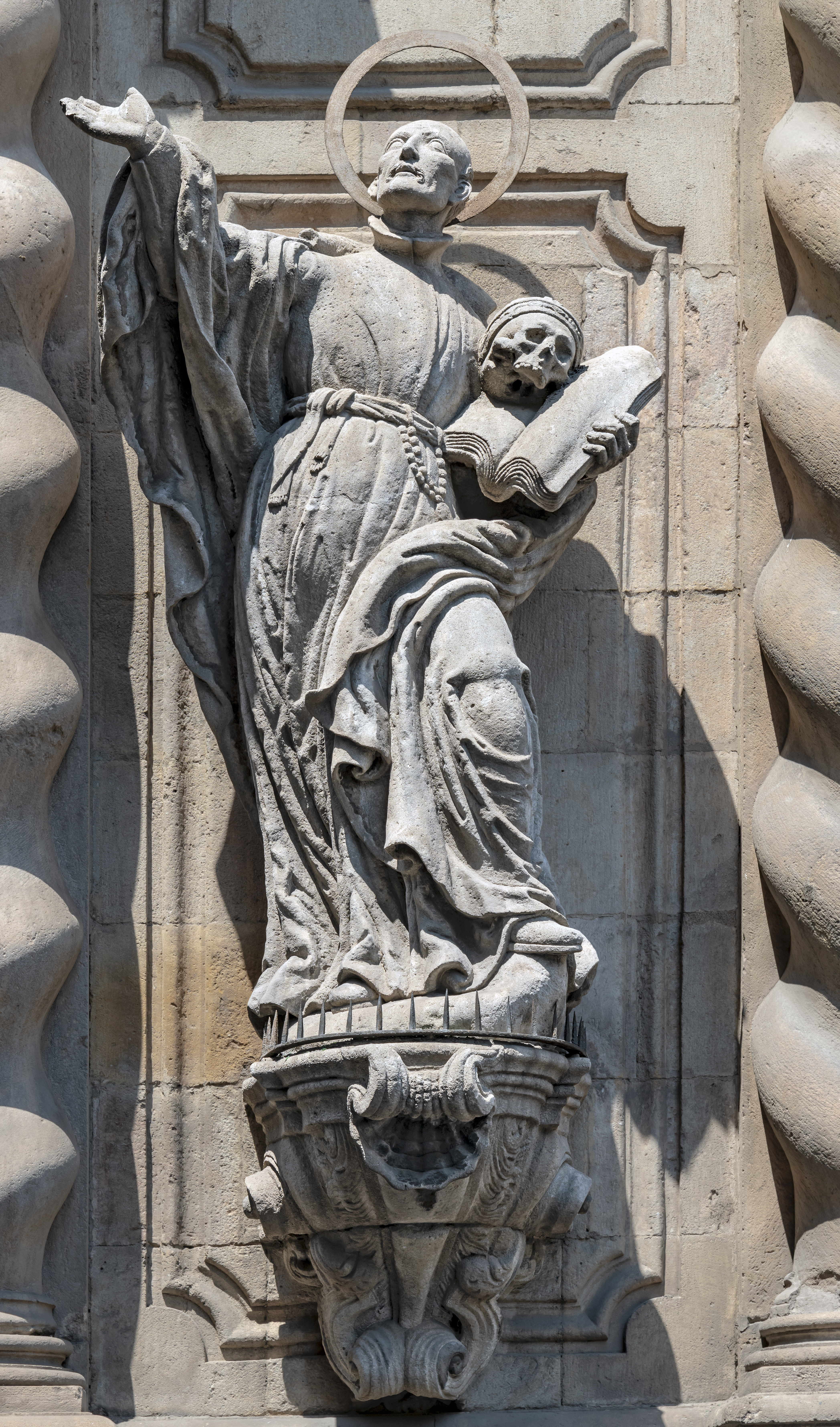
Sant Francesc de Borja, obra d'Andreu Sala, a la façana de l'església de Betlem de Barcelona
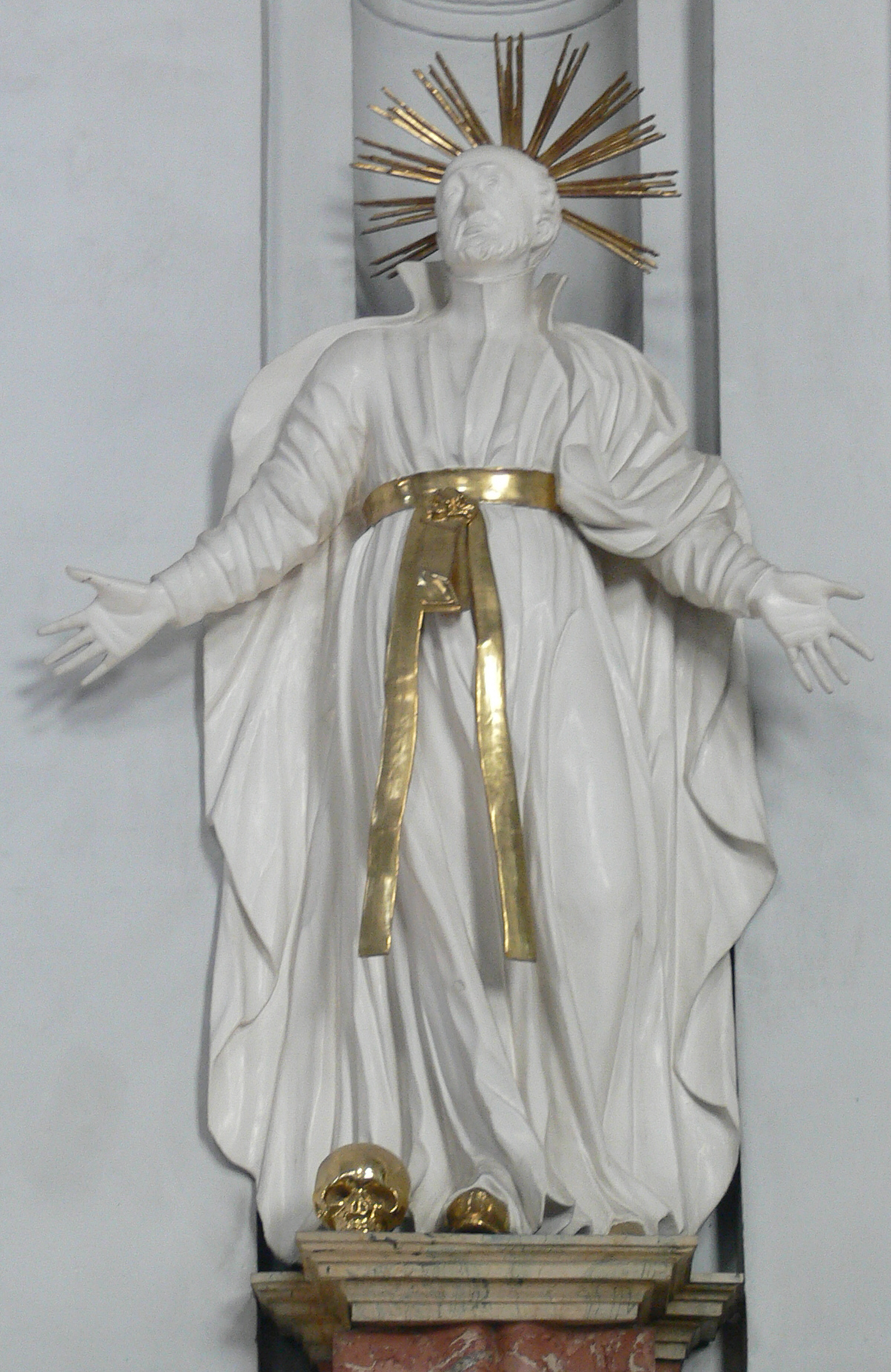
Escultura de Johannes Bitterich, s. XVIII (Bamberg, St. Martin)
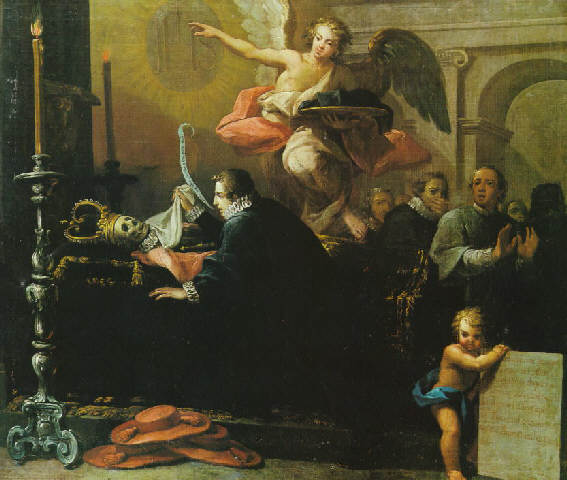
Francesc de Borja davant el cadàver de la reina, per Antonio Palomino, s. XVIII
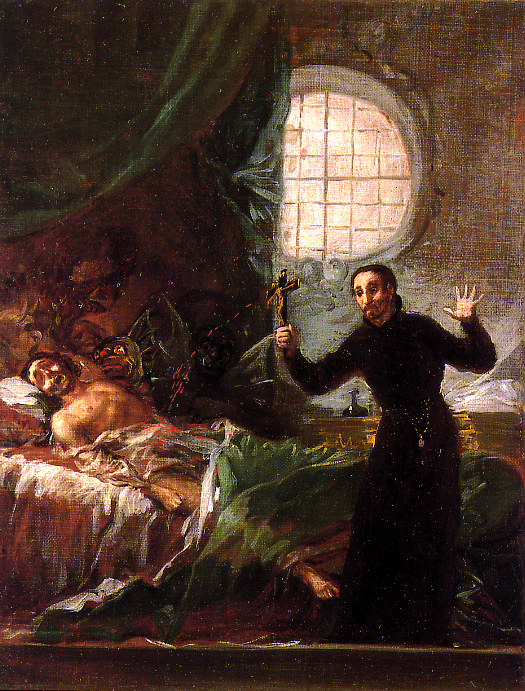
El sant fent un exorcisme. Esborrany de Francisco de Goya per a un quadre, s. XVIII (Madrid, col. de la Marquesa de Santa Cruz)